# Dominikus Willi

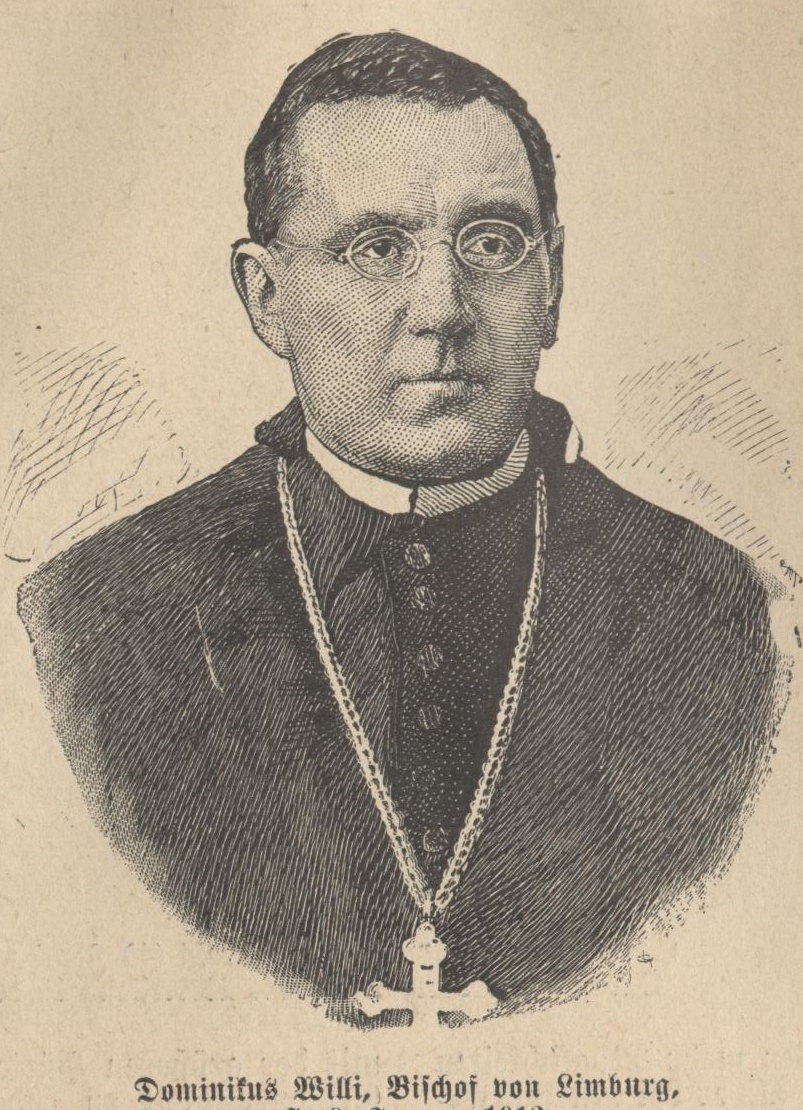
Bischof Dominikus Willi

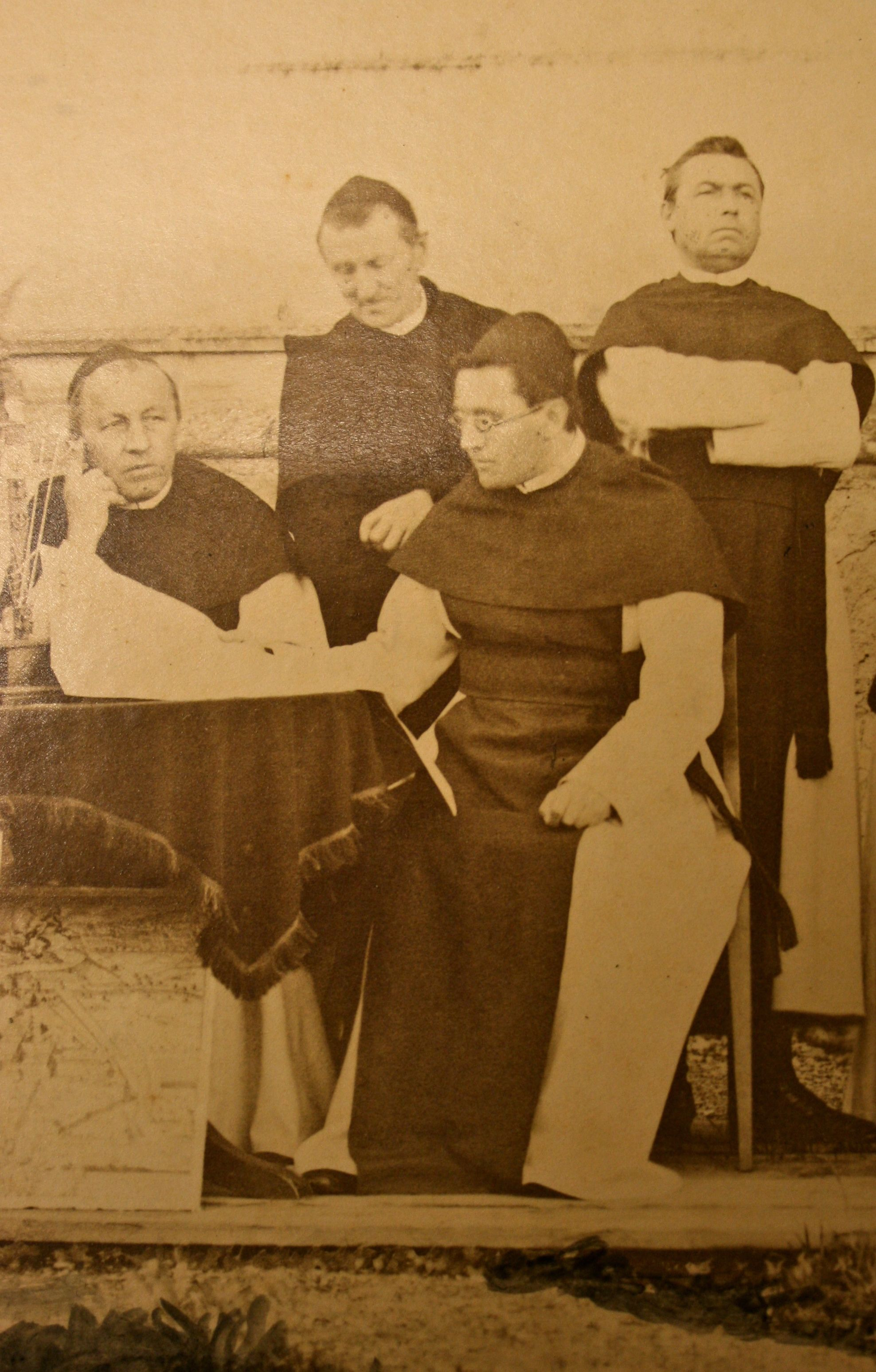
Dominikus Willi als junger Mönch in der Abtei Wettingen-Mehrerau, rechts sitzend (hinten rechts Gregor Müller, vor 1890)

Dominikus Willi OCist (* am 20. April 1844 in Domat/Ems bei Chur, Schweiz als Martin Carl Willi; † 6. Januar 1913) war Abt der Zisterzienserabtei Marienstatt und von 1898 bis 1913 römisch-katholischer Bischof von Limburg.

## Leben
Martin Willi wurde als fünftes Kind eines königlich-neapolitanischen Offiziers geboren. Nach dem Abitur trat er 1861 in das Noviziat der am Bodensee bei Bregenz gelegenen Zisterzienserabtei Mehrerau ein, wo er den Ordensnamen Dominikus erhielt. Nach der Profess am 13. November 1865 absolvierte er die philosophisch-theologischen Studien in Einsiedeln und Mehrerau. Am 12. Mai 1867 empfing er das Sakrament der Priesterweihe, 1878 wurde ihm das Amt des Priors übertragen. In Mehrerau war er mit kurzer Unterbrechung von 1875 bis 1888 Leiter des Collegium Bernardi, der an das Kloster angeschlossenen Schule.
Im August des Jahres 1888 übersiedelte Willi mit acht Mitbrüdern von der Abtei Mehrerau am Bodensee in das Bistum Limburg und besiedelte als Prior die im Westerwald bei Hachenburg gelegene Zisterzienser-Abtei Marienstatt neu. 1889 wurde er der erste Abt von Marienstatt nach der Säkularisation, wo er die alte gotische Abteikirche nach den zisterziensischen Idealen herrichten und umgestalteten ließ.
Am 15. Juni 1898 wurde Dominikus Willi vom Limburger Domkapitel zum Bischof von Limburg gewählt und sieben Tage später von Papst Leo XIII. ernannt. Die Bischofsweihe spendete ihm am 8. September 1898 der Mainzer Bischof Paul Leopold Haffner. Willi war Nachfolger von Bischof Karl Klein, der am 6. Februar 1898 gestorben war.
In seiner Amtszeit vergrößerte sich das Bistum um fünf Pfarreien und 21 weitere Seelsorgsstellen. Er gründete im Jahr 1903 das Limburger Diözesanmuseum.